# HR 3617
HR 3617 (HD 78175 / HIP 44768) es una estrella de magnitud aparente +6,87 en la constelación de Cáncer. Se localiza visualmente entre ξ Cancri y ν Cancri, a poco más de un grado de la primera. Se encuentra a 192 años luz de distancia del sistema solar.
HR 3617 es una estrella múltiple cuyas dos componentes principales forman un sistema binario compuesto por dos estrellas blanco-amarillas de la secuencia principal prácticamente iguales. HR 3617 A, de magnitud +7, es de tipo espectral F4V, mientras que HR 3617 B, de magnitud +7,4, es de tipo F5V. Ambas estrellas, separadas visualmente unos 7,5 segundos de arco, se encuentran a una distancia real de 480 UA, equivalente a doce veces la distancia media que separa a Plutón del Sol. La luminosidad conjunta del sistema es de 8,5 soles. El sistema recuerda a Diadem (α Comae Berenices) —estrella binaria formada por dos estrellas idénticas de tipo F5—, si bien las dos componentes de esta última se hallan mucho más próximas entre sí que las de HR 3617.
Existe una tercera estrella de magnitud +12,6, HR 3617 C, separada visualmente 27,8 segundos de arco de las componentes A y B; forma una doble óptica con el par AB, a las que no está ligada gravitacionalmente.